# フロンティアワークス
株式会社フロンティアワークス（英: Frontier Works Inc.、略称：FW）は、日本の音楽・映像ソフト製作・販売会社。アニメイトグループに属する。

## 概要
2002年8月、大手アニメグッズショップのアニメイトによって設立。OVA作品を始めとするアニメーション作品の企画・制作を中心に、アニメ関連の音楽CD・ドラマCDの制作、雑誌・書籍の編集・発行、CD-ROM、トレーディングカード、写真集、ラジオ番組やゲームの企画・制作、声優のプロデュースを手がける。さらに2006年にはロシアのアニメ映画『チェブラーシカ』の続編制作を発表した。
以前は、アニメイトグループのブロードバンド向けWebサイト「アニメイトTV（現：アニメイトタイムズ）」や携帯電話向けコンテンツ「モバイルアニメイト」などの制作・運営も手がけていたが、アニメイトラボに移管された。
さらにNBCユニバーサル・エンターテイメントジャパン、メディアファクトリー（現KADOKAWA）から販売協力を得ている。

## 制作作品

### テレビアニメ

#### 2000年代
| 年     | タイトル                                 | アニメーション制作 | 備考                                                             |
| ------ | ---------------------------------------- | ------------------ | ---------------------------------------------------------------- |
| 2003年 | PEACE MAKER鐵                            | GONZO DIGIMATION   | -2004年                                                          |
| 2003年 | 魔探偵ロキRAGNAROK                       | スタジオディーン   | 番組制作・ビデオ販売                                             |
| 2003年 | ガンパレード・マーチ 〜新たなる行軍歌〜  | J.C.STAFF          | 番組制作・ビデオ販売                                             |
| 2003年 | PAPUWA                                   | 日本アニメーション | -2004年、ビデオ販売                                              |
| 2003年 | 最遊記RELOAD                             | ぴえろ             | -2004年、ビデオ販売                                              |
| 2003年 | ふしぎ魔法ファンファンファーマシィー     | 東映動画           | DVD-BOX販売                                                      |
| 2004年 | ニニンがシノブ伝                         | ユーフォーテーブル |                                                                  |
| 2004年 | マリア様がみてる                         | スタジオディーン   | 番組制作・ビデオ販売                                             |
| 2004年 | 月は東に日は西に 〜Operation Sanctuary〜 | RADIX              | 番組制作・ビデオ販売                                             |
| 2004年 | Wind -a breath of heart-                 | RADIX              | 番組制作・ビデオ販売                                             |
| 2004年 | To Heart 〜Remember my Memories〜        | OLM AIC A.S.T.A.   | 番組制作・ビデオ販売                                             |
| 2004年 | tactics                                  | スタジオディーン   | - 2005年                                                         |
| 2005年 | こみっくパーティー Revolution            | RADIX              | 番組制作・ビデオ販売                                             |
| 2005年 | ToHeart2                                 | OLM Team IGUCHI    | 番組制作・ビデオ販売                                             |
| 2005年 | かりん                                   | J.C.STAFF          | -2006年、音楽制作                                                |
| 2005年 | きんぎょ注意報!                          | 東映動画           | DVD-BOX販売                                                      |
| 2006年 | 彩雲国物語                               | マッドハウス       | ビデオ販売                                                       |
| 2006年 | ひぐらしのなく頃に                       | スタジオディーン   | 番組制作・音楽制作・ビデオ販売                                   |
| 2006年 | 少年陰陽師                               | スタジオディーン   | -2007年、番組・音楽制作・ビデオ販売                              |
| 2006年 | Fate/stay night                          | スタジオディーン   | 番組制作（スタジオディーン版のみ制作関与、ufotable版には非関与） |
| 2006年 | 貧乏姉妹物語                             | 東映アニメーション | 番組制作                                                         |
| 2006年 | 夜明け前より瑠璃色な                     | 童夢               | 音楽制作                                                         |
| 2007年 | ひぐらしのなく頃に解                     | スタジオディーン   |                                                                  |
| 2007年 | 風のスティグマ                           | GONZO              | 音楽制作                                                         |
| 2007年 | エスパー魔美                             | シンエイ動画       | DVD-BOX販売                                                      |
| 2007年 | チンプイ                                 | シンエイ動画       | DVD-BOX販売                                                      |
| -      | 絶対無敵ライジンオー                     | サンライズ         | DVD-BOX販売                                                      |
| -      | ママレード・ボーイ                       | 東映動画           | DVD-BOX販売                                                      |
| 2008年 | 破天荒遊戯                               | スタジオディーン   | 番組・音楽制作・ビデオ販売                                       |
| 2008年 | BUS GAMER                                | Anpro              | 番組・音楽制作                                                   |
| 2008年 | 純情ロマンチカ                           | スタジオディーン   | 音楽制作                                                         |
| 2008年 | あまつき                                 | スタジオディーン   | 音楽制作                                                         |
| 2009年 | ひぐらしのなく頃に礼                     | スタジオディーン   |                                                                  |
| 2009年 | まりあ†ほりっく                          | シャフト           | 番組制作                                                         |
| 2009年 | うみねこのなく頃に                       | スタジオディーン   | 番組制作                                                         |
| 2009年 | プリンセスラバー!                        | GoHands            | 番組制作                                                         |

#### 2010年代
| 年     | タイトル                                               | アニメーション制作                                                         | 備考                            |
| ------ | ------------------------------------------------------ | -------------------------------------------------------------------------- | ------------------------------- |
| 2011年 | STEINS;GATE                                            | WHITE FOX                                                                  |                                 |
| 2011年 | ひぐらしのなく頃に煌                                   | スタジオディーン                                                           |                                 |
| 2011年 | いつか天魔の黒ウサギ                                   | ZEXCS                                                                      |                                 |
| 2011年 | ましろ色シンフォニー                                   | マングローブ                                                               |                                 |
| 2011年 | ジュエルペット てぃんくる☆                             | スタジオコメット                                                           | DVD-BOX                         |
| 2012年 | アルカナ・ファミリア -La storia della Arcana Famiglia- | J.C.STAFF                                                                  |                                 |
| 2012年 | 薄桜鬼 黎明録                                          | スタジオディーン                                                           |                                 |
| 2012年 | さくら荘のペットな彼女                                 | J.C.STAFF                                                                  |                                 |
| 2013年 | ジュエルペット てぃんくる☆                             | スタジオコメット                                                           | Blu-ray Disc販売                |
| 2013年 | ひぐらしのなく頃に拡〜アウトブレイク〜                 | スタジオディーン                                                           |                                 |
| 2013年 | キューティクル探偵因幡                                 | ZEXCS                                                                      |                                 |
| 2013年 | 八犬伝―東方八犬異聞―                                   | スタジオディーン                                                           |                                 |
| 2013年 | AMNESIA                                                | ブレインズ・ベース                                                         |                                 |
| 2013年 | 変態王子と笑わない猫。                                 | J.C.STAFF                                                                  |                                 |
| 2013年 | カーニヴァル                                           | マングローブ                                                               |                                 |
| 2013年 | DIABOLIK LOVERS                                        | ZEXCS                                                                      |                                 |
| 2013年 | がんばれ! ルルロロ                                     | ファンワークス                                                             |                                 |
| 2014年 | 最近、妹のようすがちょっとおかしいんだが。             | project No.9                                                               |                                 |
| 2014年 | のうりん                                               | SILVER LINK.                                                               |                                 |
| 2014年 | ノーゲーム・ノーライフ                                 | MADHOUSE                                                                   |                                 |
| 2014年 | マンガ家さんとアシスタントさんと                       | ZEXCS                                                                      |                                 |
| 2014年 | ご注文はうさぎですか?                                  | WHITE FOX                                                                  |                                 |
| 2014年 | 月刊少女野崎くん                                       | 動画工房                                                                   |                                 |
| 2014年 | 繰繰れ! コックリさん                                   | TMS/だぶるいーぐる                                                         |                                 |
| 2015年 | ご注文はうさぎですか??                                 | WHITE FOX KINEMA CITRUS                                                    |                                 |
| 2015年 | ユリ熊嵐                                               | SILVER LINK.                                                               |                                 |
| 2015年 | マイリトルポニー〜トモダチは魔法〜                     | DHXメディア/バンクーバー ハズブロ・スタジオ トップ・ドロー・アニメーション | DVD-BOX販売                     |
| 2015年 | 山田くんと7人の魔女                                    | ライデンフィルム                                                           |                                 |
| 2015年 | GANGSTA.                                               | マングローブ                                                               |                                 |
| 2015年 | 下ネタという概念が存在しない退屈な世界                 | J.C.STAFF                                                                  |                                 |
| 2015年 | DIABOLIK LOVERS MORE, BLOOD                            | ZEXCS                                                                      |                                 |
| 2015年 | 落第騎士の英雄譚                                       | SILVER LINK. Nexus                                                         |                                 |
| 2015年 | レディ ジュエルペット                                  | ZEXCS スタジオコメット                                                     | DVD-BOX販売                     |
| 2016年 | ファンタシースターオンライン2 ジ アニメーション        | テレコム・アニメーションフィルム                                           |                                 |
| 2016年 | ノルン+ノネット                                        | キネマシトラス オレンジ                                                    |                                 |
| 2016年 | ジョーカー・ゲーム                                     | Production I.G                                                             |                                 |
| 2016年 | 田中くんはいつもけだるげ                               | SILVER LINK.                                                               |                                 |
| 2016年 | NEW GAME!                                              | 動画工房                                                                   |                                 |
| 2016年 | SERVAMP-サーヴァンプ-                                  | ブレインズ・ベース プラチナビジョン                                        |                                 |
| 2016年 | あまんちゅ!                                            | J.C.STAFF                                                                  |                                 |
| 2016年 | かりあげクン                                           | 東映動画                                                                   | DVD-BOX販売                     |
| 2017年 | NEW GAME!!                                             | 動画工房                                                                   |                                 |
| 2017年 | とんでも戦士ムテキング                                 | タツノコプロ                                                               | デジタルリマスター版DVD-BOX販売 |
| 2017年 | マイリトルポニー〜トモダチは魔法〜 ベストセレクション  | DHXメディア/バンクーバー ハズブロ・スタジオ トップ・ドロー・アニメーション | BD-BOX販売                      |
| 2017年 | アイドルマスター シンデレラガールズ劇場                | ギャザリング                                                               | -2018年                         |
| 2017年 | ハイスクールミステリー学園七不思議                     | スタジオコメット                                                           | 1991年度作品、2017年BD-BOX販売  |
| 2018年 | 劇場版 PEACE MAKER鐵                                   | WHITE FOX                                                                  |                                 |
| 2018年 | STEINS;GATE 0                                          | WHITE FOX                                                                  |                                 |
| 2018年 | 三ツ星カラーズ                                         | SILVER LINK.                                                               |                                 |
| 2018年 | こみっくがーるず                                       | Nexus                                                                      |                                 |
| 2018年 | 色づく世界の明日から                                   | P.A.WORKS                                                                  |                                 |
| 2018年 | となりの吸血鬼さん                                     | Studio五組 AXsiZ                                                           |                                 |
| 2019年 | ファンタシースターオンライン2 エピソード・オラクル     | GONZO                                                                      | -2020年                         |
| 2019年 | W'z《ウィズ》                                          | GoHands                                                                    |                                 |
| 2019年 | ひとりぼっちの○○生活                                   | C2C                                                                        |                                 |
| 2019年 | 警視庁 特務部 特殊凶悪犯対策室 第七課 -トクナナ-       | アニマ&カンパニー                                                          |                                 |

#### 2020年代
| 年     | タイトル                    | アニメーション制作     | 備考     |
| ------ | --------------------------- | ---------------------- | -------- |
| 2020年 | ご注文はうさぎですか? BLOOM | エンカレッジフィルムズ |          |
| 2020年 | ひぐらしのなく頃に業        | パッショーネ           | –2021年  |
| 2021年 | 裏世界ピクニック            | LIDENFILMS FelixFilm   |          |
| 2021年 | プレイタの傷                | GoHands                |          |
| 2021年 | 怪物事変                    | 亜細亜堂               |          |
| 2021年 | 吸血鬼すぐ死ぬ              | マッドハウス           |          |
| 2023年 | とーとつにエジプト神2       | 颱風グラフィックス     |          |
| 2023年 | 彼女が公爵邸に行った理由    | 颱風グラフィックス     |          |
| 2025年 | ツインズひなひま            | KaKa Technology Studio | 単発作品 |

### 劇場アニメ
| 公開年 | タイトル                                | アニメーション制作 |
| ------ | --------------------------------------- | ------------------ |
| 2010年 | くまのがっこう 〜ジャッキーとケイティ〜 | ファンワークス     |

### OVA
| 発売年 | タイトル                                             | アニメーション制作                     | 備考    |
| ------ | ---------------------------------------------------- | -------------------------------------- | ------- |
| 2003年 | みずいろ                                             | OLM TEAM IWASA                         |         |
| 2005年 | セイント・ビースト                                   | マッドハウス                           | -2006年 |
| 2007年 | OVA ToHeart2                                         | カオスプロジェクト AQUAPLUS            |         |
| 2008年 | switch                                               | アクタス                               | -2009年 |
| 2008年 | ToHeart2ad                                           | カオスプロジェクト AQUAPLUS            |         |
| 2009年 | ToHeart2 adplus                                      | カオスプロジェクト AQUAPLUS            |         |
| 2009年 | うたわれるもの                                       | カオスプロジェクト AQUAPLUS            | -2010年 |
| 2009年 | あきそら                                             | フッズエンタテインメント               |         |
| 2010年 | ToHeart2 adnext                                      | カオスプロジェクト AQUAPLUS            |         |
| 2012年 | ToHeart2 ダンジョントラベラーズ                      | カオスプロジェクト AQUAPLUS            |         |
| 2012年 | 萌えCanちぇんじ!〜ゼロストーリー〜                   | フロンティアワークス                   |         |
| 2012年 | 乙女はお姉さまに恋してる 2人のエルダー THE ANIMATION | SILVER LINK.                           |         |
| 2014年 | WILD ADAPTER                                         | Anpro（全巻） Creators in Pack（下巻） | -2015年 |
| 2014年 | 山田くんと7人の魔女                                  | ライデンフィルム                       |         |

### Webアニメ
| 年     | タイトル             | アニメーション制作 | 備考    |
| ------ | -------------------- | ------------------ | ------- |
| 2020年 | とーとつにエジプト神 | 颱風グラフィックス | -2021年 |

### 実写映画
| 公開年 | タイトル           | 制作プロダクション |
| ------ | ------------------ | ------------------ |
| 2006年 | ヅラ刑事           |                    |
| 2008年 | ひぐらしのなく頃に | アルチンボルド     |

### ドラマCD
- メタルスレイダーグローリー
- ef - a fairy tale of the two.
- PEACE MAKER 鐵
- tactics
- EREMENTAR GERAD
- 魔探偵ロキRAGNAROK
- まもって守護月天!再逢
- ARIA
- 最遊記シリーズ
- 神魂合体ゴーダンナー!!
- これが私の御主人様
- 百鬼夜行抄
- 風光る
- セイント・ビースト
- ガンパレード・マーチ 〜新たなる行軍歌〜
- サモンナイト
- テイルズ オブ デスティニー
- テイルズ オブ ファンタジア
- アイドルマスターシリーズ
- 少年陰陽師
- 篁破幻草子
- ひぐらしのなく頃に
- アルトネリコ
- REC
- KAMUI〜カムイ〜
- 魔法先生ネギま!
- ながされて藍蘭島
- 天正やおよろず
- 瀬戸の花嫁
- 機工魔術士-enchanter-
- Kanon
- AIR
- CLANNAD -クラナド-
- dear
- チェックメイト
- 東京★イノセント
- うりポッ
- ねこきっさ
- ヤンデレ彼女
- 1年777組
- 上海妖魔鬼怪
- 鉄道むすめ
- ToHeart2
- かりん
- すぱすぱ
- 仮面のメイドガイ
- らき☆すた（アニメ化以前に発売されたドラマCD及び『らき☆すた 萌えドリル』主題歌収録のミニアルバムを発売）
- 戦國ストレイズ
- 落花流水
- ヘタリア
- ペルソナ3
- ペルソナ4
- 忍たま乱太郎
- テイルズ オブ ジ アビス
- テイルズ オブ ヴェスペリア
- S線上のテナ
- レンタル執事
- タブロウ・ゲート
- 王子様（笑）シリーズ
- 恋愛ラボ（アニメ化以前に製作）
- ラディカル・ホスピタル
- ReLIFE
- ももくり（発売元：NHN comico）
- MFブックスレーベルの作品（KADOKAWA）
- 浅見光彦シリーズ

### アニメ関連のCD（サウンドトラック、ボーカルアルバム等）
- マリア様がみてる
- 最遊記RELOAD
- PEACE MAKER 鐵
- 魔探偵ロキRAGNAROK
- サモンナイト
- セイント・ビースト
- かりん
- びんちょうタン
- REC
- ヘタリア

### ゲーム関連のCD（サウンドトラック、ボーカルアルバム等）
- 「PHANTASY STAR ONLINE 2」キャラクターソングCD～Song Festival～

### 携帯電話用コンテンツ
- モバイルアニメイト
- アニうた革命〜Revolution〜
- 声優アニメイト+hm3
- アニメイト☆ブックス
- BOYS倶楽部
- インディーズパラダイス
- 着BEATS
- キャラボ天国
- 山岸伸写真館
- あいどる＠TV

### トレーディングカード
- テイルズ オブ シリーズ
- 学園ヘヴン
- Fate/stay night
- ヘタリア
- 夏目友人帳
- ペルソナ3
- ペルソナ3 フェス
- ペルソナ4
- ARIA
- 忍たま乱太郎

### デスクトップアクセサリー
- マリア様がみてる

## 出版事業

### ダリアレーベル
- ダリア（1997年- 隔月刊。創刊から23号までの出版者はムービック）
- ダリアノベルズ
- ダリア文庫
- ダリアシリーズユニ
- ダリアコミックス
- ダリアドラマCD

### その他
- Hugピクシブ（ピクシブと共同）
  - リラクトコミックス
- アリアンローズ
- MFブックス（メディアファクトリーと共同）
- ノクスノベルス
- ヨムゾンボックス
- miel TL comics
- フィリア文庫
- FWコミックス
- COMICらぐちゅう

## ゲーム事業

### オンラインゲーム
オンラインゲーム事業としてPBW形式を投入している（ただし日本オンラインゲーム協会（JOGA）は未加入）。クラウドゲートとのお付き合いは蒼空のフロンティアの運営期間中にWTRPG06CATCH The SKY〜地球SOS〜のコラボレーションイベントを開催した縁で、2020年3月にWTRPG・OMCブランドをクラウドゲートから運営移管し、クリエイティブRPGブランド・WTRPGブランドの2本柱で共存している。
- 蒼空のフロンティア（ビデオマーケットとの共同で運営・イラスト及び音声はFCPブランド扱い）
- 三千界のアバター（イラストはFCPブランド扱い）
- ヒロイックソングス!（イラストはFCPブランド扱い）
- グロリアスドライブ（クラウドゲートから運営移管・イラスト及び音声・音楽はOMCブランド扱い）
- 新クレギオン
- ハイブリッドヘブン

### kawaiinium（カワイイニウム）
美少女コンテンツを世界中に届けるゲームブランドとして2025年に「kawaiinium（カワイイニウム）」を設立。
第1弾タイトルはタユタマ -Kiss on my Deity-のHD版。

## 所属アーティスト

### 現在
- 佐藤拓也
- 優木かな ※レーベル名はコネクトハーツ

### 過去
- 生天目仁美 ※発売はチェンバースレコーズ
- ポアロ - 2007年の「16in1」まで。所属時のCDはアニメイト専売だった。
- 原田ひとみ - 2011年 - 2013年
- anNina、infix、いとうかなこ、カンノユウキ、河井英里、片霧烈火、さかいかな、志方あきこ、島みやえい子、Suara、ZIZZ STUDIO、佐藤ひろ美、茶太、引田香織、木氏沙織

## スタッフ

### 現在
- 辻政英 - 代表取締役社長
- 高橋和也 - 携帯電話コンテンツ担当
- 武晋矢（タケさん） - 携帯電話コンテンツ担当
- 松永孝之 - アニメプロデューサー（「シュタインズ・ゲート」、「となりの吸血鬼さん」など）
- 中村誠 - 脚本家・アニメプロデューサー（「最近、妹のようすがちょっとおかしいんだが。」など）
  - GoHandsにも所属している。
- 清水朝子 - アニメプロデューサー（「ノーゲーム・ノーライフ」など）
- 小川泰明（小川P） - プロデューサー（王子様（笑）シリーズ、罵倒CD、小野坂・小西のO+K、ギリギリアウトなど）
  - ドラマCD、ラジオ、動画番組、イベント担当で顔（声）出し多数。
- 松澤博 - アニメプロデューサー（「とらドラ!」、「NEW GAME!」シリーズなど）
- 南原充宏 - アニメプロデューサー（「三ツ星カラーズ」など）
- 白石容子 - アニメプロデューサー（「怪物事変」など）
- 相田剛 - アニメプロデューサー（「ゴブリンスレイヤー」、「裏世界ピクニック」など）

### 過去
- 及川武 - 元：代表取締役、現：アルディ代表取締役
- 轟豊太 - アニメプロデューサー（「変態王子と笑わない猫。」など）
  - 「最近、妹のようすがちょっとおかしいんだが。」では相談役として参加。後にNBCユニバーサル・エンターテイメント、bilibiliを経てハピネットファントム・スタジオへ移籍。
- 吉武真太郎 - アニメプロデューサー（「超次元ゲイム ネプテューヌ THE ANIMATION」など）
  - メディアファクトリー（現KADOKAWA）、DMM picturesを経て日活へ移籍。
- 若林豪（A&R） - 原田ひとみのA&Rなど
  - メディアファクトリー（現KADOKAWA）へ移籍。